# Colbertia
Colbertia є вимерлим родом родини Oldfieldthomasiidae. Він жив з раннього до середнього еоцену, а його скам'янілі останки були виявлені в Аргентині та Бразилії.

## Опис
Ця тварина була розміром приблизно з віргінського опосума, досягаючи приблизно 50 сантиметрів у довжину без урахування хвоста. Його вага, за оцінками, становила 2–3 кілограми.
Кольберція мала відносно подовжений череп з низькими (брахідонтними) корінними зубами; горбки молярів були з’єднані, щоб утворити гребнеподібні структури, які називаються лофами, і тому вважаються лофодонтами. Паракон і метаконус мали помітні складки. Кістки щиколотки Colbertia вказують на те, що це був стопохідний рід. Морфологія кісток в основі черепа була дуже подібна до інших базальних нотоунгулятів, хоча кам'яниста кістка мала відмінні характеристики, також виявлені у подібних, але трохи більш пізніх нотоунгулятів, таких як Dolichostylodon.

## Палеоекологія
Кольберція була наземним травоїдним ссавцем, дієта якого складалася з ніжного листя, бутонів і квітів.